# Estadio Rico Cedeño
El Estadio Rico Cedeño es un estadio de béisbol de la ciudad de Chitré, Provincia de Herrera, Panamá ubicado en la avenida Francisco Corro. Es considerado uno de los coliseos deportivos más modernos e importantes del país.
Actualmente se encuentra en una etapa de remodelación la cual se espera tenga un tiempo aproximado de 15 meses.

## Historia
El 12 de abril de 1949 fue Ingaurado este Estadio ubicado en la ciudad de Chitre y es muy conocido debido a que es la casa del equipo de Herrera la Berraquera.

### Nombre del estadio
Juan Miguel "Rico" Cedeño, a quien se le dedica este templo de la pelota azuerense, fue un destacado pelotero que, además de haber trabajado como albañil en la construcción del estadio, falleció al calor de un juego un 12 de abril de 1949.
Tal como lo cuenta la historia, el fatal incidente sucedió durante un partido entre las novenas de Herrera y su tradicional rival Los Santos, que se desarrollaba en el marco del sexto Campeonato Nacional de Béisbol Amateur.
A sus 24 años "Rico" Cedeño, como se le conocía, se encontró la muerte al recibir un pelotazo mortal. Minutos después del inesperado golpe, el jugador cayo al suelo en momentos en que se encontraba en su segundo turno al bate. Esta fue la última vez que lucia su uniforme número 18 de la novena herrera de allí por iniciativa de la comunidad se puso al Estadio el nombre de este jugador.

### Primera Remodelación
El 15 de abril de 2008 fue demolido en su totalidad en la administración del Presidente Martín Torrijos Espino. Contaba con una infraestructura de 4,000 butacas, césped tipo bermuda, torres de luces, salón de conferencias, dormitorios con capacidad para 30 personas, moderno tablero electrónico, 150 estacionamientos, cuarto de masajes, área para espendio de alimentos y un acondicionamiento total del Rico Cedeño, desde el mes de diciembre de 2009.

### Segunda Remodelación
Con un costo de $  5.3 millones  será remodelado el estadio Rico Cedeño de la ciudad de Chitré en la provincia de Herrera.El mandatario Juan Carlos Varela, entregó la orden de proceder para dar inicio a los trabajos, que consiste en la construcción de nueva fachada, techo, graderías y butacas.El nuevo Rico Cedeño además contará con nuevos drenajes y sistema de riego, dogouts, vestidores, dormitorios y club house de lujo.